# Pseudoschizognathus
Pseudoschizognathus är ett släkte av skalbaggar. Pseudoschizognathus ingår i familjen Rutelidae.
Kladogram enligt Catalogue of Life:
| Pseudoschizognathus | \| \| Pseudoschizognathus lajoyi \| \| \| \| \| \| Pseudoschizognathus schoenfeldti \| \| \| \| \| \| Pseudoschizognathus variicollis \| \| \| \| |
|                     | \| \| Pseudoschizognathus lajoyi \| \| \| \| \| \| Pseudoschizognathus schoenfeldti \| \| \| \| \| \| Pseudoschizognathus variicollis \| \| \| \| |
|                     | Pseudoschizognathus lajoyi |
|                     | |
|                     | Pseudoschizognathus schoenfeldti |
|                     | |
|                     | Pseudoschizognathus variicollis |
|                     | |